# Washburn (Misuri)
Washburn es una ciudad ubicada en el condado de Barry en el estado estadounidense de Misuri. En el Censo de 2010 tenía una población de 435 habitantes y una densidad poblacional de 187,45 personas por km².

## Geografía
Washburn se encuentra ubicada en las coordenadas 36°35′20″N 93°57′57″O / 36.58889, -93.96583. Según la Oficina del Censo de los Estados Unidos, Washburn tiene una superficie total de 2.32 km², de la cual 2.32 km² corresponden a tierra firme y (0.11%) 0 km² es agua.

## Demografía
Según el censo de 2010, había 435 personas residiendo en Washburn. La densidad de población era de 187,45 hab./km². De los 435 habitantes, Washburn estaba compuesto por el 94.02% blancos, el 0% eran afroamericanos, el 0.92% eran amerindios, el 0% eran asiáticos, el 0.23% eran isleños del Pacífico, el 0.23% eran de otras razas y el 4.6% pertenecían a dos o más razas. Del total de la población el 4.6% eran hispanos o latinos de cualquier raza.